# Софія де Мелло Брейнер
Софія де Мелло Брейнер Андресен (порт. Sophia de Mello Breyner Andresen; 6 листопада 1919, Порту — 2 липня 2004, Лісабон) — португальська поетеса.

## Біографія

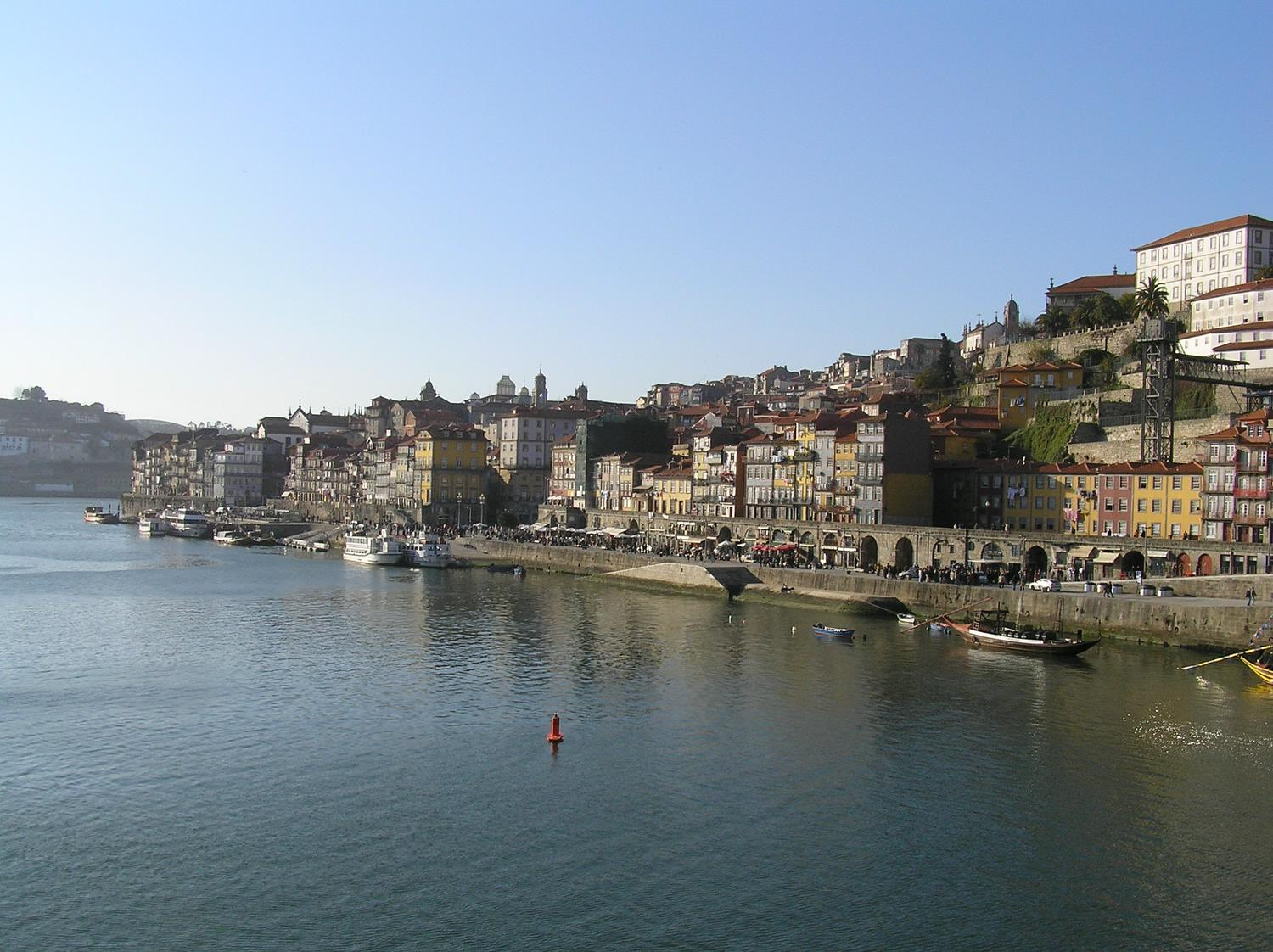
Порту — старе місто на правому березі річки Дору

По батьківській лінії Софія має данське походження, родина належала до старовинної португальської аристократії. Виховувалася дівчинка в традиціоналістському католицькому дусі, проте відрізнялася послідовними ліберальними поглядами в політиці та культурі. Співпрацювала з опозиційним видавництвом Dom Quixote, заснованим Сну Абекассіш.
Навчалася Софія на факультеті класичної філології в Лісабонському університеті, проте навчання не закінчила.
У 1975 році була обрана до Асамблеї Республіки від соціалістичної партії.

## Родина
Чоловік — письменник і журналіст Франсішку Жозе де Соуза Тавареш (1920—1993), одна із дочок — поетеса Марія Андрезен.

## Творчість і визнання
Вірші Софії де Мелло Брейнер перекладені більшістю європейських мов. Лауреатка Великої поетичної премії Спілки письменників Португалії (1964, за збірку лірики «Книга шоста»), премії Міжнародної асоціації критики (1983), премії короля Дініша (1989), премії Петрарки (Італія, 1995), премії Камоенса (1999), премій Росалії де Кастро (Галісія, 2000), Макса Жакоба (Франція, 2001), королеви Софії (Іспанія, 2003). Перекладала Евріпіда, Данте, Шекспіра, Клоделя. Авторка книг для дітей. Про неї знято документальний фільм (режисер — Жуан Сезар Монтейру, 1969).

## Твори
- Poesia / Вірші (1944)
- O Dia do Mar / День моря (1947)
- Coral / Хорал (1950)
- Mar Novo / Нове море (1958)
- A Menina do Mar (1958)
- A Fada Oriana (1958)
- Noite de Natal (1959)

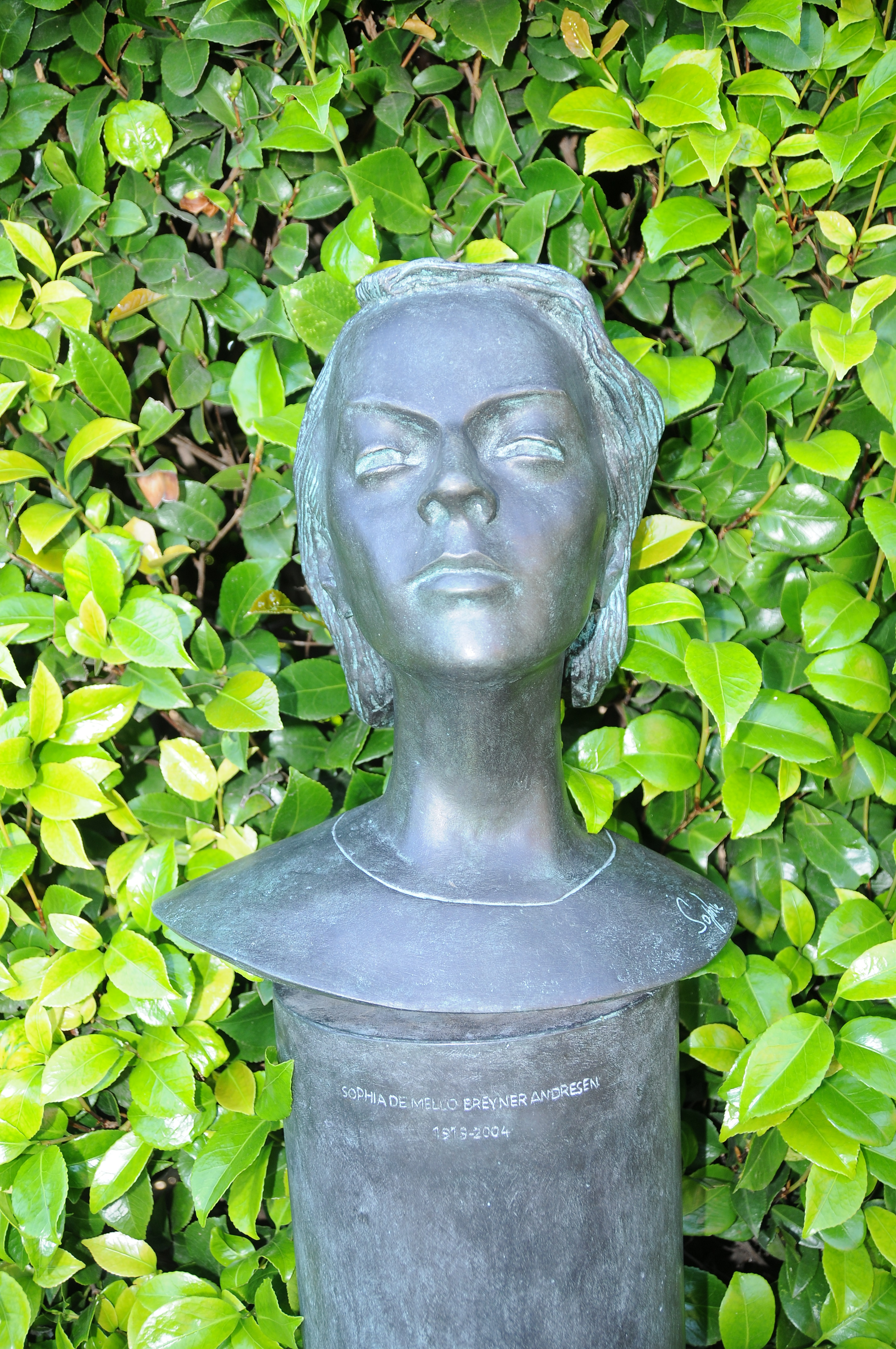
Бюст Софії де Мелло Брейнер у Jardim Botânico do Porto

- Poesia e Realidade / Поезія та реальність (1960, есе)
- O Cristo Cigano / Циганський Христос (1961)
- Livro Sexto / Книга шоста (1962)
- Contos Exemplares / Повчальні новели (1962, проза)
- O Cavaleiro de Dinamarca / Лицар з Данії (1964, історико-фантастична проза для дітей)
- O Rapaz de Bronze / Бронзовий хлопчик (1965)
- A Floresta / Квітник (1968)
- Grades (1970)
- Dual (1972)
- Navegações (1983)
- Histórias da Terra e do Mar / Історії земні і морські (1984, чарівно-фантастична проза)
- A Arvore (1985)
- Ilhas / Острови (1989)
- O Buzío de cós e outros poemas (1997)